# Église Saint-Avant de La Celle-Saint-Avant
L'église Saint-Avant de La Celle-Saint-Avant est une église paroissiale affectée au culte catholique dans la commune française de La Celle-Saint-Avant, dans le département d'Indre-et-Loire.
Cette église du XIe siècle, agrandie au siècle suivant et très restaurée au XIXe siècle, est inscrite comme monument historique en 1971.

## Localisation
Dans le centre de La Celle-Saint-Avant, l'église, orientée ouest-est, tourne sa façade occidentale vers la D 910 qui traverse la ville du nord au sud.

## Histoire
L'église est à l'origine un édifice dépendant de l'abbaye Notre-Dame de Noyers construit à la fin du XIe siècle. Au siècle suivant, la façade est refaite  une travée de chœur supportant le clocher puis une abside prolongent la nef vers l'est. Au XIXe siècle, le monument est largement restauré et un porche masque partiellement l'ancienne façade de la nef.
L'église est inscrite comme monument historique par arrêté du 21 juin 1971.

## Description

### Architecture

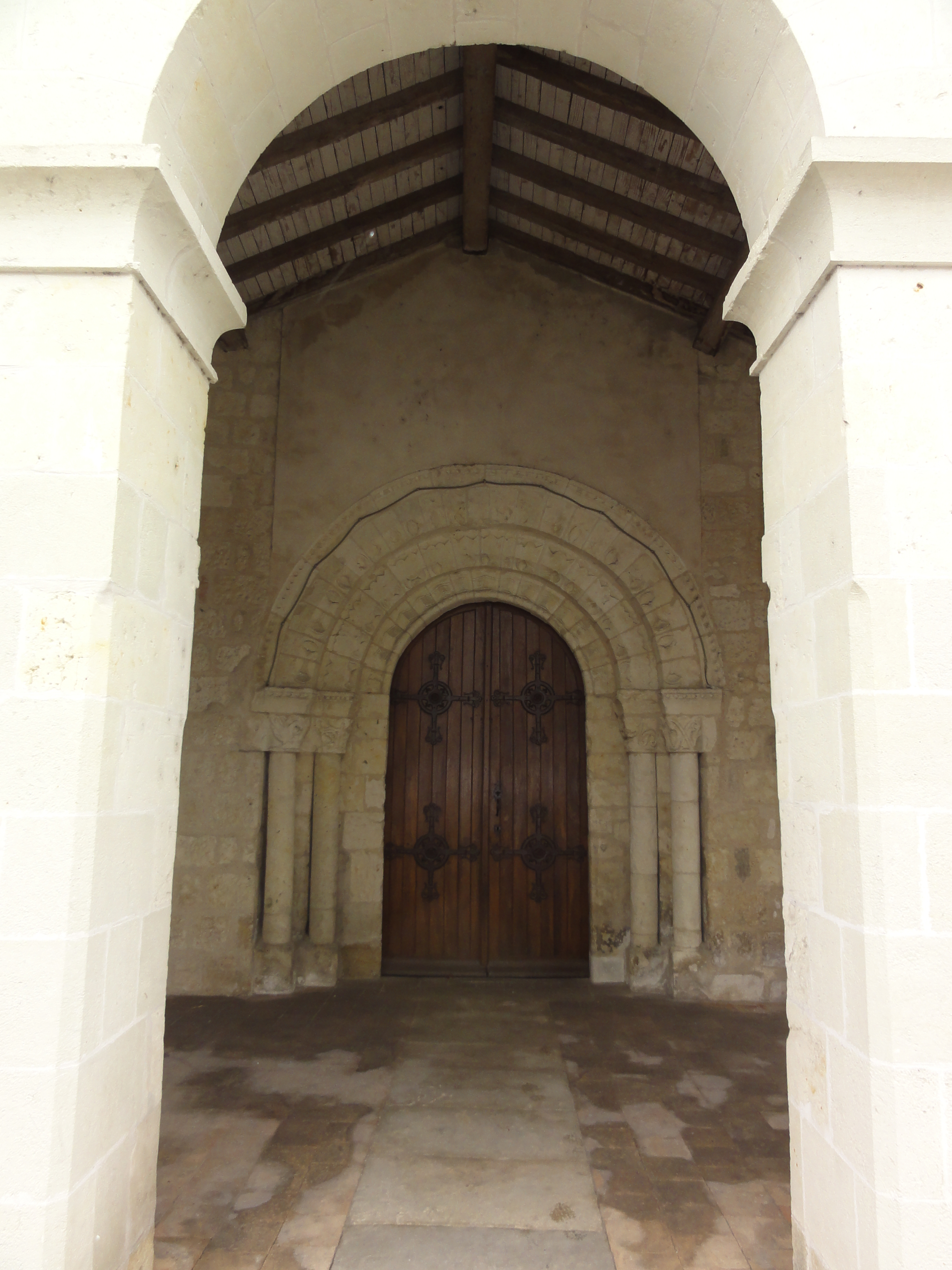
Portail.

L'église se compose d'une nef unique, dont le portail est protégé par un porche, à laquelle succède un chœur qui supporte le clocher et qui est terminé par une abside sur plan semi-circulaire.
Les trois voussures du portail d'entrée, des arcs en plein cintre, reposent sur des colonnes engagées dont les chapiteaux sont décorés (pommes de pin et animaux).
La charpente médiévale de la nef est masquée par une fausse voûte datant du XIXe siècle.
L'abside, voûtée en cul-de-four, est éclairée par trois baies en plein cintre. Elle est épaulée extérieurement par des contreforts en colonnes et porte, à la base de sa toiture, une corniche supportée par des modillons sculptés,.
Le premier étage du clocher possède des arcatures murées. Au-dessus se développe l'étage du beffroi, percé de baies géminées. Le clocher se termine par une pyramide en ardoises.

### Décor et mobilier
Une peinture sur toile réalisée par un anonyme au XVIIe siècle et représentant la Sainte Famille d'après l'œuvre d'Annibale Carracci est classé comme monument historique.

## Pour en savoir plus